# Leo Wallner (Priester)

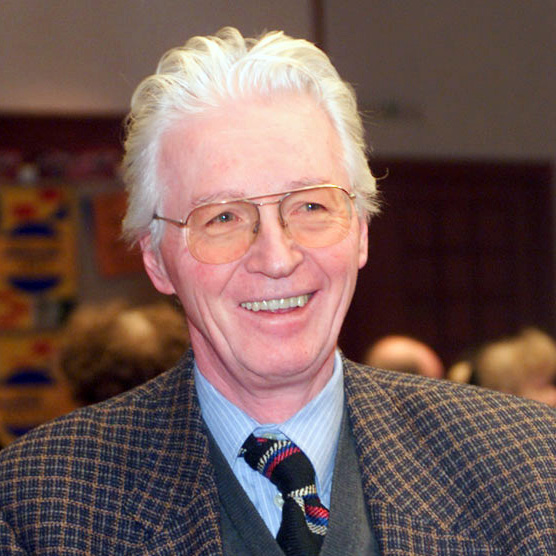
P. Leo Wallner SJ

Leo Wallner SJ (* 14. März 1931 in Poysdorf; † 7. Juni 2013 in Wien) war ein österreichischer Ordenspriester und Medienschaffender.

## Leben
Leo Wallner wurde 1931 in Poysdorf in Niederösterreich geboren. Er ging in Scheibbs, Retz und Wien zur Schule und trat 1950 in den Jesuitenorden ein. Nach den philosophischen und theologischen Grundstudien im Orden wurde er 1961 in Wien zum Priester geweiht. Es folgte ein Aufbaustudium in Paris und der letzte Teil der Ordensausbildung, das Terziat, in St. Andrä im Lavanttal und legte 1966 die Professgelübde als Jesuit ab. Im Anschluss wurde Wallner Studentenseelsorge an der Alten Burse im ersten Bezirk. In dieser Zeit begann er, für den ORF zu arbeiten und die „Ökumenische Morgenfeier“ zu gestalten. Wallner machte sich bald sowohl in der Ökumenischen Bewegung als auch in der Medienwelt einen Namen – nicht nur durch regelmäßige Rundfunksendungen, sondern auch durch Artikel, Vorträge und mit seinen Predigten, über die nach den Gottesdiensten rege diskutiert wurde.
Bei den Ökumenischen Morgenfeiern kam es oft zur Zusammenarbeit mit dem griechisch-orthodoxen Metropoliten Staikos und auch mit Vertretern des Judentums. Beides war Wallner ein Anliegen, wie auch die Rolle der Frau in der Kirche und der Blick auf die Jugend. Ebenso war ihm die Arbeit mit der Bibel wichtig. In diesem Zusammenhang unternahm er mit seiner Bibelgruppe Studienreisen in die Länder der Heiligen Schrift und die Länder Osteuropas, die lange durch den Eisernen Vorhang schwer erreichbar waren und auch kirchlich kaum Kontakt mit dem Westen hatten.
Von 1981 bis 1998 war Wallner Rektor der Jesuitenkirche in Wien, die damals allgemein nur „Universitätskirche“ oder „UK“ genannt wurde. In diese Zeit fiel eine umfangreiche Kirchensanierung (1986 bis 1998). Dabei ging es Wallner nicht nur um eine gründliche Innen- und Außensanierung der Kirche, sondern um eine Gesamtlösung und Revitalisierung des gesamten Komplexes der Alten Universität mit ihrem Innenhof und den zahlreichen denkwürdigen und kostbar dekorierten Räumen wie dem Theatersaal oder dem Refektor. Dafür hat er sich gemeinsam mit Architekt Hueber öffentlich und publizistisch eingesetzt. Über einige Jahre hinweg gab es auf seine Initiative hin in der Jesuitenkirche regelmäßige Aufführungen von Kirchenopern und geistlichen Dramen unter dem Namen „SPECTACVLVM“. Mit der Aufführung der „HIERLANDA“ fand die Sanierung der Kirche einen Abschluss.
Vor allem aber ist es Wallner zu verdanken, dass die Chorvereinigung St. Augustin an die Wiener Jesuitenkirche gekommen ist. Ein wichtiger Partner dabei war das Chormitglied Sektionschef Otto Grumbeck, der sich um Sponsoren bemühte und im Ministerium, in dessen Verwaltung der Komplex und Kirche an der Alten Universität fielen, für entsprechende Unterstützung warb. Er und Wallner setzten sich auch für eine neue Orgel ein, die schließlich finanziert, gebaut und 2004 eingeweiht werden konnte.
Die letzten 15 Jahre seines Lebens verbrachte Wallner als Pfarrmoderator in der Pfarre Lainz-Speising und anschließend als Hausgeistlicher bei den Barmherzigen Schwestern in Wien. Dort verstarb er am 7. Juni 2013. Nach einem feierlichen Requiem in der Jesuitenkirche in Wien fand Pater Wallner in der dortigen Krypta seine letzte Ruhestätte.